# 塞爾維亞足球協會
塞爾維亞足球協會（羅馬化：Fudbalski savez Srbije，簡稱ФСС/FSS）是塞爾維亞的足球主管團體，總部設於贝尔格莱德，負責組織各級聯賽、塞尔维亚杯及塞爾維亞國家足球隊。
塞爾維亞足球協會的前身是於1919年成立的南斯拉夫足球協會及於2006年成立的塞爾維亞和黑山足球總會。

塞爾維亞足球協會舊會徽

## 協會主席
- 兹韦兹丹·泰尔齐奇（英语：Zvezdan Terzić） （2006年7月–2008年3月）
- 托米斯拉夫·卡拉季奇（英语：Tomislav Karadžić） （2008年3月–2016年5月）
- 斯拉维萨·科克扎（英语：Slaviša Kokeza） （2016年5月–2021年3月）
- 馬爾科·潘特利奇 （代理，2021年3月–2021年5月）
- 内纳德·别科维奇（英语：Nenad Bjeković） （代理，2021年5月–2023年3月）
- 德拉甘·贾基奇 （2023年3月至今）

## 外部連結
- Official website （页面存档备份，存于）
- FIFA Profile （页面存档备份，存于）
- UEFA Profile （页面存档备份，存于）
- Official website of Serbian national team supporters
- Unofficial website about Serbian national football team （页面存档备份，存于）
- Unofficial website about Serbia First football Division
- Unofficial website about Serbian lower football divisions